# Campeonato Europeu de Futebol Feminino
O Campeonato Europeu de Futebol Feminino da UEFA, organizado a cada quatro anos, é a competição principal do futebol feminino entre seleções na Europa. O campeonato é o equivalente feminino da Eurocopa, e por vezes é chamada de Eurocopa Feminina.

## Histórico

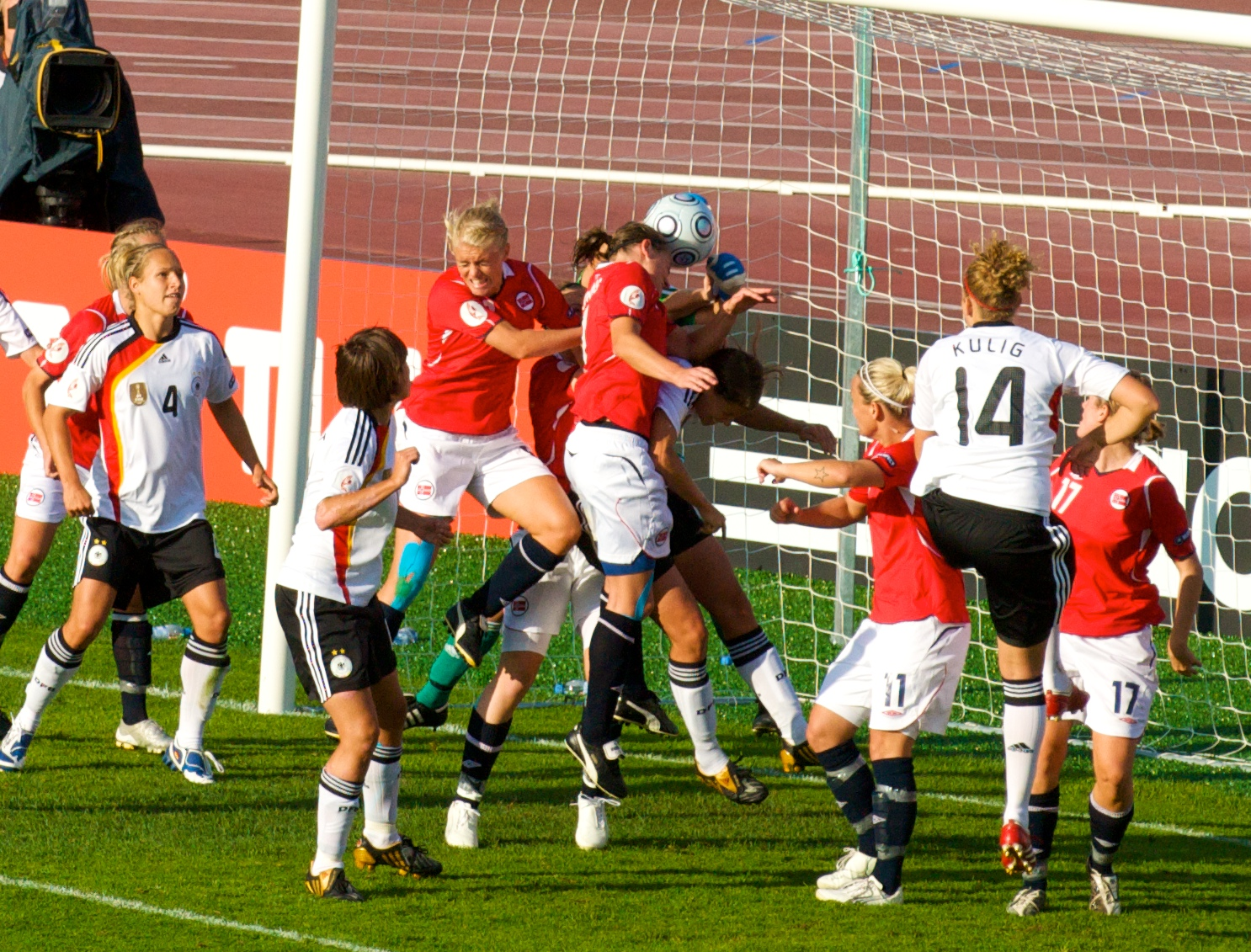
Partida entre Alemanha e Noruega na edição de 2009

O predecessor do torneio começou nos anos oitenta, com o nome de UEFA European Competition for Representative Women's Teams. Com a popularização do futebol feminino no continente, foi dado status de Campeonato Europeu em 1991.
Doze campeonatos já foram organizados, sendo nove deles sob organização da UEFA. O torneio mais recente (13º) acontece na Inglaterra, no mês de julho de 2021.
A Alemanha é a maior vencedora da competição com oito títulos conquistados até o momento seguida pela Noruega com dois títulos.

## Resultados
Como European Competition for Representative Women's Teams
Como Campeonato Europeu de Futebol Feminino

## Últimas quatro classificações
| Time          | Títulos                                            | Vices                      | Semifinalistas                   |
| ------------- | -------------------------------------------------- | -------------------------- | -------------------------------- |
| Alemanha      | 8 (1989, 1991, 1995, 1997, 2001, 2005, 2009, 2013) | 1 (2022)                   | 2 (1993, 2025)                   |
| Noruega       | 2 (1987, 1993)                                     | 4 (1989, 1991, 2005, 2013) | 3 (1995, 2001, 2009)             |
| Inglaterra    | 2 (2022, 2025)                                     | 2 (1984, 2009)             | 3 (1987, 1995, 2017)             |
| Suécia        | 1 (1984)                                           | 3 (1987, 1995, 2001)       | 5 (1989, 1997, 2005, 2013, 2022) |
| Países Baixos | 1 (2017)                                           | –                          | 1 (2009)                         |
| Itália        | –                                                  | 2 (1993, 1997)             | 5 (1984, 1987, 1989, 1991, 2025) |
| Dinamarca     | –                                                  | 1 (2017)                   | 5 (1984, 1991, 1993, 2001, 2013) |
| Espanha       | –                                                  | 1 (2025)                   | 1 (1997)                         |
| Finlândia     | –                                                  | –                          | 1 (2005)                         |
| Áustria       | –                                                  | –                          | 1 (2017)                         |
| França        | –                                                  | –                          | 1 (2022)                         |